# Look at Life
Look at Life ist der erste Kurzfilm des Drehbuchautors, Produzenten und Regisseurs George Lucas und wurde während seiner Studentenzeit im Jahr 1965 auf der University of Southern California produziert. Die einminütige Bildmontage, untermalt mit abwechselnd ruhigen und schnelleren Gitarrenklängen, stellt eine Zusammenstellung von Bildern der Zeitschrift Life dar und wurde mit einem 16-mm-Schwarzweißfilm aufgenommen.

## Handlung
Von ruhigen Gitarrenklängen begleitet wird ein Kriegsopfer gezeigt, das durch eine Lücke eines niedergerissenen Zauns blickt. Nun folgen Conga-Rhythmen und eine schnelle Salve von Bildwechseln. Nach zusammenhängenden Bildern von Gewalt, Politikern, politischer Unterdrückung und menschlichem Leiden hält der Film kurz inne und das Wort „LOVE“ wird eingeblendet. Im Anschluss sind zahlreiche Symbole für Liebe. Mit dem Schriftzug „ANYONE FOR SURVIVAL“, gefolgt von „END“ endet der Film.